# بوب ريد
بوب ريد (بالإنجليزية: Bob Reid)‏ (15 مايو 1887 في المملكة المتحدة - 1 يناير 1998) هو لاعب كرة قدم بريطاني (وحمل سابقاً جنسية المملكة المتحدة لبريطانيا العظمى وأيرلندا) في مركز الوسط. لعب مع نادي بيرنلي ونادي ساوثيند يونايتد وهدرسفيلد تاون ونادي كاودينبيث لكرة القدم.